# Gensac (Gironde)
Gensac (okzitanisch Gençac) ist eine südwestfranzösische Gemeinde mit 679 Einwohnern (Stand 1. Januar 2022) im Département Gironde in der Region Nouvelle-Aquitaine. Die Gemeinde gehört zum Arrondissement Libourne und zum Kanton Les Coteaux de Dordogne. Die Einwohner werden Gensacais genannt.

## Lage
Gensac liegt etwa 51 Kilometer östlich von Bordeaux und etwa 27 Kilometer ostsüdöstlich von Libourne im Tal der Dordogne. An der westlichen Gemeindegrenze verläuft ihr Zufluss Durèze, im Osten die Soulège. Umgeben wird Gensac von den Nachbargemeinden Pessac-sur-Dordogne im Norden, Saint-Quentin-de-Caplong im Osten, Massugas im Süden, Coubeyrac im Südwesten, Sainte-Radegonde im Westen sowie Juillac im Nordwesten.

## Bevölkerungsentwicklung
| Jahr                       | 1962 | 1968 | 1975 | 1982 | 1990 | 1999 | 2006 | 2017 |
| Einwohner                  | 883  | 842  | 848  | 810  | 752  | 800  | 847  | 771  |
| Quellen: Cassini und INSEE |      |      |      |      |      |      |      |      |

## Sehenswürdigkeiten
- Katholische Kirche Notre-Dame, von 1867 bis 1878 erbaut
- Protestantische Kirche aus dem 19. Jahrhundert
- Schloss
- Uhrenturm

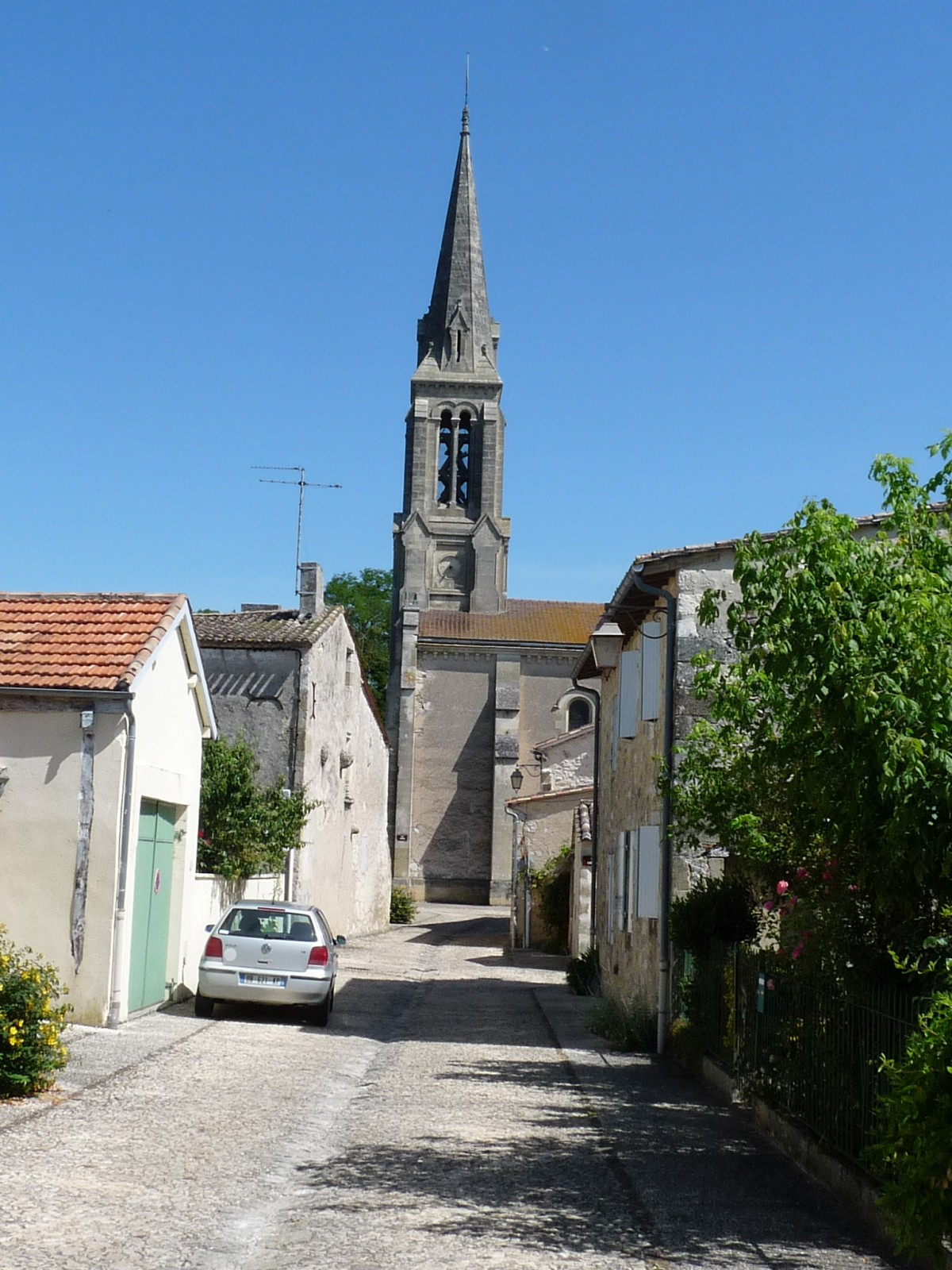
Kirche Notre-Dame
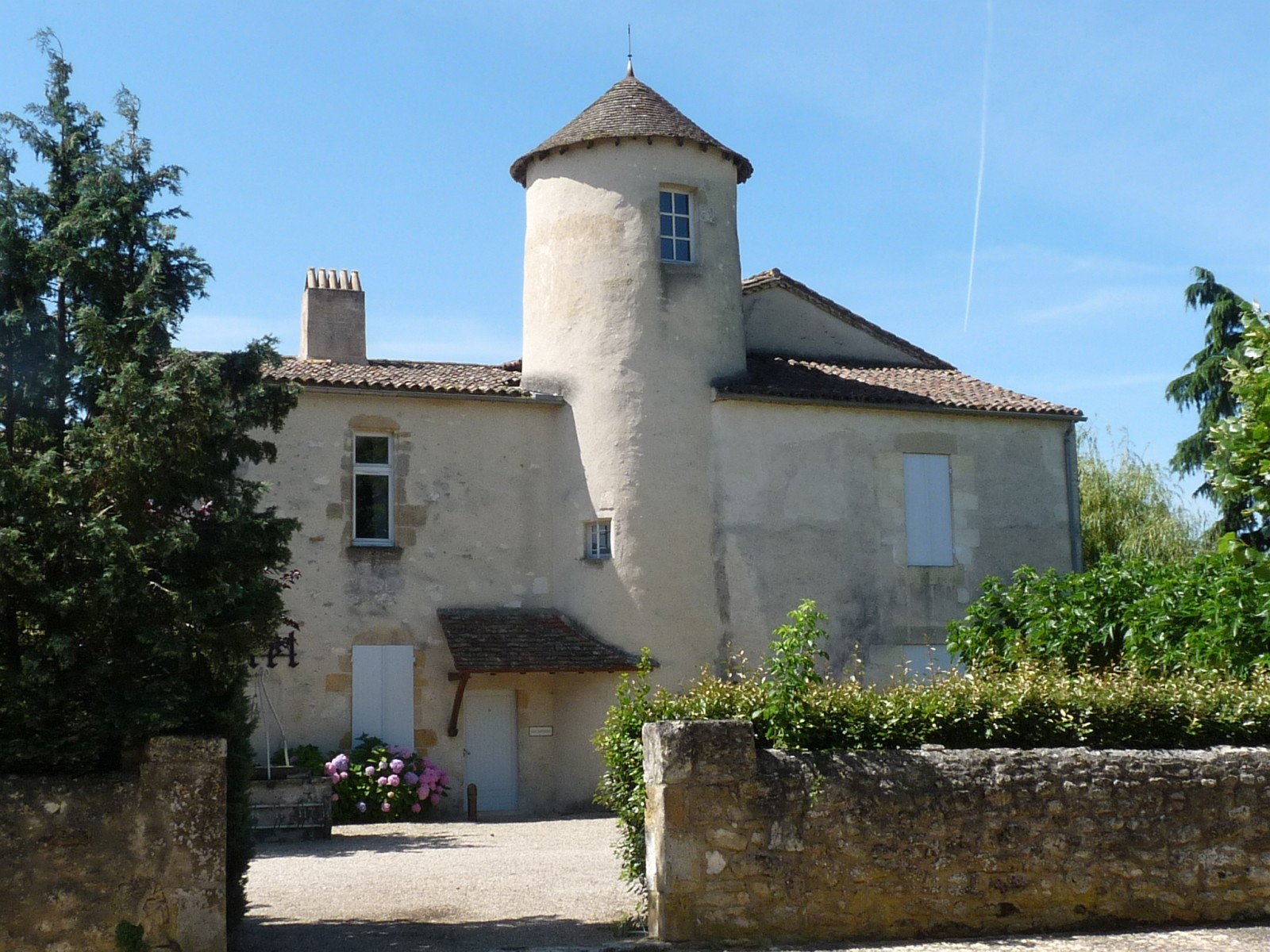
Schloss
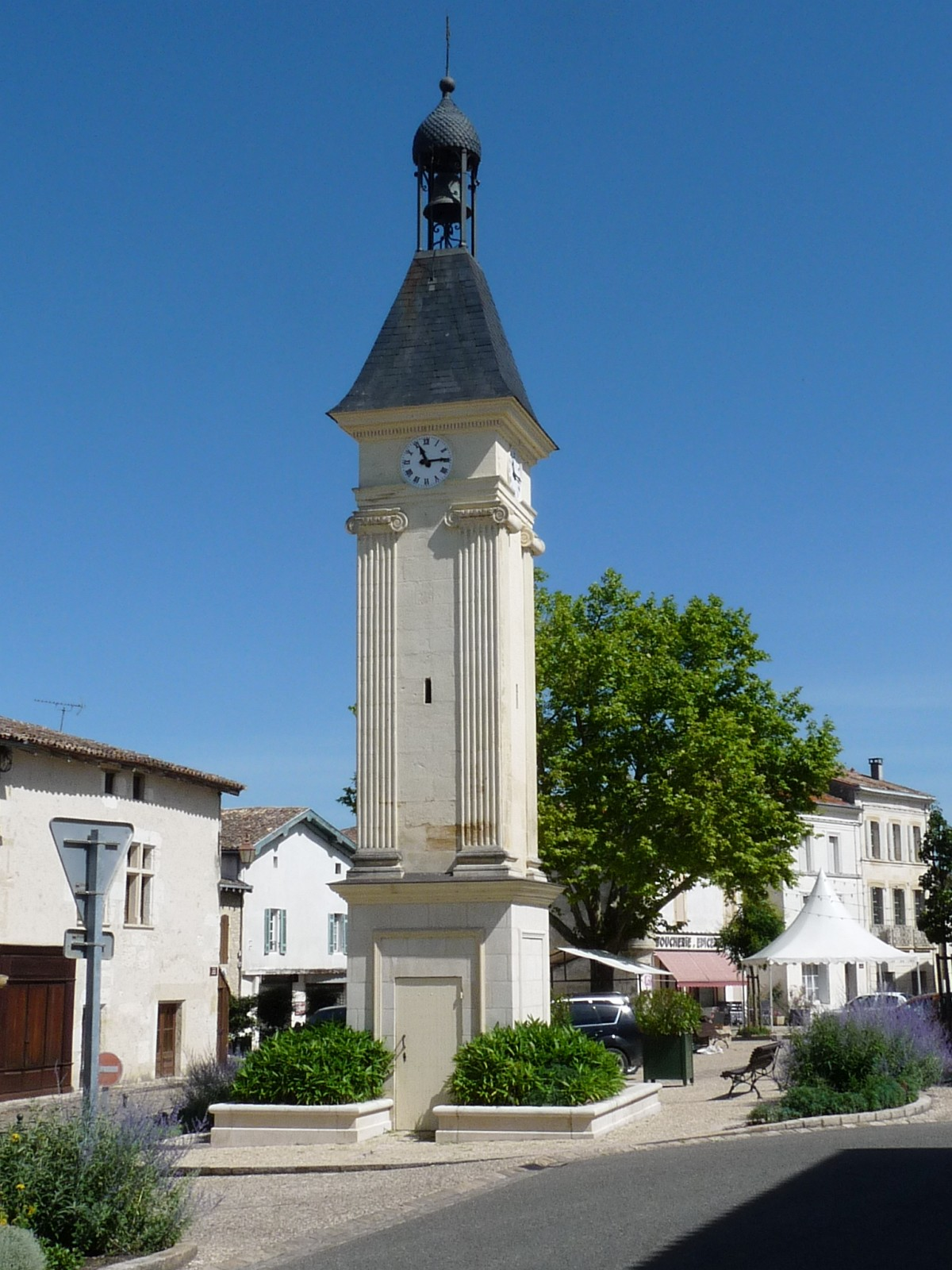
Uhrenturm